# Coelophysidae
Coelophysidae foram uma família de dinossauros terópodes comuns do Triássico e do início do Jurássico. Eles foram comuns geograficamente, provavelmente vivendo em todos os continentes. O tamanho dos dinossauros desta família vão de aproximadamente 1 para até 6 metros de comprimento, sendo estritamente carnívoros.
Os gêneros mais conhecidos desta família são: Coelophysis, Liliensternus e Procompsognathus.

## Descrição

### Características
Os celofisídeos são caracterizados por estruturas delgadas e magras, além de crânios longos e estreitos com grandes fenestras para permitir um crânio mais leve. Eles são terópodes bastante primitivos e, portanto, têm características bastante basais, como sacos de ar ocos nas vértebras cervicais e bipedismo obrigatório. Suas construções delgadas permitiam que fossem corredores rápidos e ágeis. Todos os membros conhecidos de Coelophysidae são carnívoros. Uma espécie, Coelophysis bauri, tem a fúrcula mais antiga conhecida (osso da sorte) de qualquer dinossauro.
Também foi especulado que algumas espécies dentro de Coelophysidae, nomeadamente Coelophysis bauri, exibiram canibalismo, embora a evidência fóssil por trás dessas alegações tenha sido fortemente debatida (Rinehart et al., 2009; Gay, 2002; Gay, 2010).

## Filogenia
Coelophysidae faz parte da grande superfamília Coelophysoidea, que contém Dilophosauridae, Liliensternus e Zupaysaurus, além da própria Coelophysidae. Coelophysoidea, por sua vez, faz parte do clado maior de Neotheropoda. Das duas famílias principais em Coelophysoidea, Coelophysidae e Dilophosauridae, a primeira é considerada a mais basal.
O cladograma abaixo foi recuperado em um estudo de Matthew T. Carrano, John R. Hutchinson e Scott D. Sampson, 2005.
|  | Coelophysis                                                                               |
|  |                                                                                           |
|  | \| \| Megapnosaurus rhodesiensis \| \| \| \| \| \| Megapnosaurus kayentakatae \| \| \| \| |
|  |                                                                                           |
|  | Megapnosaurus rhodesiensis                                                                |
|  |                                                                                           |
|  | Megapnosaurus kayentakatae                                                                |
|  |                                                                                           |

|  | Megapnosaurus rhodesiensis |
|  |                            |
|  | Megapnosaurus kayentakatae |
|  |                            |

|  | Coelophysis                                                                               |
|  |                                                                                           |
|  | \| \| Megapnosaurus rhodesiensis \| \| \| \| \| \| Megapnosaurus kayentakatae \| \| \| \| |
|  |                                                                                           |
|  | Megapnosaurus rhodesiensis                                                                |
|  |                                                                                           |
|  | Megapnosaurus kayentakatae                                                                |
|  |                                                                                           |

|  | Megapnosaurus rhodesiensis |
|  |                            |
|  | Megapnosaurus kayentakatae |
|  |                            |

O cladograma abaixo segue a topologia de uma análise de 2011 pelos paleontólogos Martin D. Ezcurra e Stephen L. Brusatte, modificada com dados adicionais por You Hai-Lu e colegas em 2014.
|  | Coelophysis bauri                                                                    |
|  |                                                                                      |
|  | \| \| Coelophysis rhodesiensis \| \| \| \| \| \| Camposaurus arizonensis \| \| \| \| |
|  |                                                                                      |
|  | Coelophysis rhodesiensis                                                             |
|  |                                                                                      |
|  | Camposaurus arizonensis                                                              |
|  |                                                                                      |

|  | Coelophysis rhodesiensis |
|  |                          |
|  | Camposaurus arizonensis  |
|  |                          |

|  | Coelophysis bauri                                                                    |
|  |                                                                                      |
|  | \| \| Coelophysis rhodesiensis \| \| \| \| \| \| Camposaurus arizonensis \| \| \| \| |
|  |                                                                                      |
|  | Coelophysis rhodesiensis                                                             |
|  |                                                                                      |
|  | Camposaurus arizonensis                                                              |
|  |                                                                                      |

|  | Coelophysis rhodesiensis |
|  |                          |
|  | Camposaurus arizonensis  |
|  |                          |

|  | Coelophysis bauri                                                                    |
|  |                                                                                      |
|  | \| \| Coelophysis rhodesiensis \| \| \| \| \| \| Camposaurus arizonensis \| \| \| \| |
|  |                                                                                      |
|  | Coelophysis rhodesiensis                                                             |
|  |                                                                                      |
|  | Camposaurus arizonensis                                                              |
|  |                                                                                      |

|  | Coelophysis rhodesiensis |
|  |                          |
|  | Camposaurus arizonensis  |
|  |                          |

|  | Coelophysis bauri                                                                    |
|  |                                                                                      |
|  | \| \| Coelophysis rhodesiensis \| \| \| \| \| \| Camposaurus arizonensis \| \| \| \| |
|  |                                                                                      |
|  | Coelophysis rhodesiensis                                                             |
|  |                                                                                      |
|  | Camposaurus arizonensis                                                              |
|  |                                                                                      |

|  | Coelophysis rhodesiensis |
|  |                          |
|  | Camposaurus arizonensis  |
|  |                          |

## Biogeografia
Fósseis de membros de Coelophysidae foram encontrados em muitos continentes, incluindo América do Norte, América do Sul, Europa, Ásia e África. Powellvenator podocitus foi descoberto no noroeste da Argentina. Procompsognathus triassicus foi descoberto na Alemanha, e Camposaurus arizonensis é do Arizona, na América do Norte. Nenhum fóssil de celofisídeo era conhecido da Ásia até a descoberta do Panguraptor lufengensis em 2014 na província de Yunnan da China.  O gênero Coelophysis foi encontrado na América do Norte, África do Sul e Zimbábue.